# 김형일 (1976년)
김형일(영어: Samuel H. Kim, (1976년 12월 15일 ~ )은 대한민국의 아이스하키 해설가이다.
오랫동안 아이스하키 기자로 활동하였고 2011년까지 SBS와 SBS ESPN (현 SBS SPORTS)에서 아이스하키 해설위원을 맡았고 2012년 플레이오프 시작 전까지 안양한라 아이스하키 팀의 외트를 맡았다. SBS에서 밴쿠버 동계올림픽 남자부와 여자부 아이스하키, MBC스포츠+에서 2011 아스타나-알마티 동계아시안게임 아이스하키를 해설한 바 있으며 현재는 MBC 스포츠플러스 2에서 2016-17 시즌부터 NHL 북미아이스하키리그의 해설위원을 맡고 있다.

## 유년시절 및 해외거주
경남기업 뉴욕 지점장으로 발령된 아버지를 따라 유년시절 대부분을 뉴욕에서 지낸 그는 이후 국내 거주 후 캐나다로 이민갔다. 캐나다 런던 온타리오주에서 약 1년 거주 후, 밴쿠버로 이사했고 이후 약 12년을 거주했다. 학창 시절 그의 첫 아르바이트는 명 대형마트인 세이프웨이(Safeway)였으며 대학 졸업 후 첫 직장은 밴쿠버 지점 한진해운이었다. 1999년, 그는 캐나다 국적을 취득했다. 그의 증조할아버지는 주한미국 대사관의 초대 영사로 알려져 있다.

## 기자생활
2003년 밴쿠버 코리아미디어에 기자로 입사했다. 북미아이스하키리그 아이스하키를 취재하면서 한국 굿데이 및 마이데일리에 기사를 실으면서 경험을 쌓아갔다. 2003년 여름 국내에 들어와 아이스하키 기자로 활동했다.

## 방송활동
2006년 여름 SBS SPORTS NHL 북미아이스하키리그 해설 위원으로 발탁되면서 방송활동을 시작했고, 2010년 밴쿠버 동계올림픽 아이스하키를 현지에서 해설하였으며 동계올림픽 종목 중 가장 많은 중계 방송시간(총 27경기)을 소화했다. 2011년까지 SBS ESPN(현 SBS SPORTS)에서 NHL 해설을 맡았다.
2010년 9월에는 OBS의 연고대 정기전 아이스하키 경기를 해설하기도 했다. 2016년 10월부터는 MBC 스포츠플러스 2에서 NHL 내셔널 하키 리그 중계권을 획득하면서 현재까지 NHL 해설을 맡고있다.

## 구단
2008년 봄, 국내 아이스하키단인 안양 한라에 입사하면서 통역과 함께 외국인 선수 스카우트를 담당하였다. 안양 한라 사상 북미 출신 1호 공격수 브락 라던스키의 영입을 시작으로 수비수 브래드 패스트, 존 아를 구단에 추천했다. 안양 한라는 2008-2009 시즌 구단 사상 첫 정규리그 1위를 차지했다. 라던스키는 이해에 안양 한라 선수는 물론 리그 사상 처음으로 정규시즌 4개의 개인상(4관왕)을 차지하는 선수가 됐다.
이듬해인 2009-2010 시즌 초반 존 아 선수의 부상으로 더스틴 우드를 긴급 영입했고 안양 한라는 정규리그 2연패와 동시에 플레이오프에서 한국팀으로는 사상 처음으로 아시아리그 아이스하키에서 포스트 시즌 우승 챔피언을 차지하는 기염을 토했다. 라던스키는 2010 플레이오프 MVP를 석권했다.
2010-2011' 4위로 올라온 한라는 준결승전에서 1위로 올라온 오지 이글스를 시리즈 3-1로 꺾고 챔피언 결승에 올랐지만 일본 대지진으로 결승전이 취소되면서 도호쿠 프리블레이즈와 함께 공동 우승을 따내게 됐다. 한라는 고쿠도(전 세이부)이후 2번째로 2년연속 챔피언을 따내는 팀으로 기록됐다.
2011년 오프시즌, 그는 전 NHL 수비수 릭 잭맨을 추천했고 구단은 7월 17일 잭맨과 3년계약 체결을 맺었다. 2011-2012 시즌 공격수 박우상을 영국 톱 리그인 EIHL의 코번트리 블레이즈 팀과 계약시켰다. 박우상은 국내 토종 선수로는 최초로 유럽리그에 뛰는 선수가 되었다.
이 외에도 구단 사무국의 국제업무 및 공식 홈페이지 한글 기사와 영문 기사를 모두 담당했다. 2011-2012 플레이오프 시작 전, 팀과 결별했다.

## 꿈을 이룬 행복이
그는 최근 SBS관계자들과의 인터뷰에서 "과거 세가지의 꿈이 있었다. NHL해설과 구단 사무국에서 외국인 스카우트, 그리고 올림픽 해설을 맡는 것이 개인적인 꿈이었는데 이 세가지를 모두 이룰수 있게 되어서 너무 행복하다. 열심히 한 결과 주위에서 많이 도와주셨다. 더 큰 그릇이 되도록 노력하겠다"라고 밝힌 바 있다. 그는 앞으로 일과 동시에 대학원에서 스포츠 심리학을 전공하고 싶다고 하며 또한 NHL 프로 스카우트 또는 주니어와 대학리그 선수를 발굴하는 아마추어 스카우트로 일하는 것이 다음 목표라 한다.

## 경력

### 방송
- SBS
  - 2010년 2월 2010 밴쿠버 올림픽 아이스하키 해설위원
  - 2006년 10월 ~ 2011년 SBS SPORTS NHL 해설위원
- MBC
  - 2011년 2월 2011 아스타나-알마티 동계아시안게임 아이스하키 해설위원
  - 2016년 10월 ~ 현재 MBC 스포츠플러스 2 NHL 내셔널 하키 리그 해설위원

### 구단
- 안양 한라
  - 2008-2009 정규시즌 1위
  - 2009-2010 정규시즌 1위, 플레이오프 챔피언
  - 2010-2011 정규시즌 4위, 플레이오프 챔피언

### 기타
- 2004년 ~ 2008년 마이데일리인터넷 신문 NHL 객원기자
- 2009년 ~ 2010년 오마이뉴스 기자